# 比讷河畔贝佐丹
比讷河畔贝佐丹（法語：Bézaudun-sur-Bîne，法語發音：[bezodœ̃ syʁ bin]）是法国德龙省的一个市镇，位于该省中南部，属于迪镇区。

## 地理
比讷河畔贝佐丹（44°35'47"N, 5°9'55"E）面积17.97 平方千米，位于法国奥弗涅-罗讷-阿尔卑斯大区德龙省，该省份为法国东南部内陆省份，北起顺时针与伊泽尔省、上阿尔卑斯省、上普罗旺斯阿尔卑斯省、沃克吕兹省和阿尔代什省接壤。
与比讷河畔贝佐丹接壤的市镇（或旧市镇、城区）包括：布尔多、拉绍迪耶尔、莫尔南、苏村、莱托尼勒。

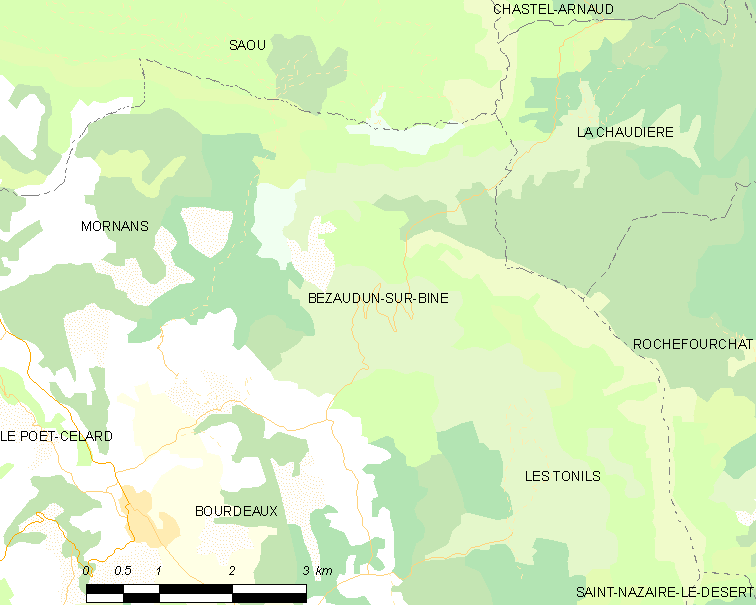
比讷河畔贝佐丹的OSM定位图

比讷河畔贝佐丹的时区为UTC+01:00、UTC+02:00（夏令时）。

## 行政
比讷河畔贝佐丹的邮政编码为26460，INSEE市镇编码为26051。

## 政治
比讷河畔贝佐丹所属的省级选区为迪约勒菲县。

## 人口

1962-2008年间比讷河畔贝佐丹人口变化图示

比讷河畔贝佐丹于2022年1月1日时的人口数量为71人。